# Mihoukovice

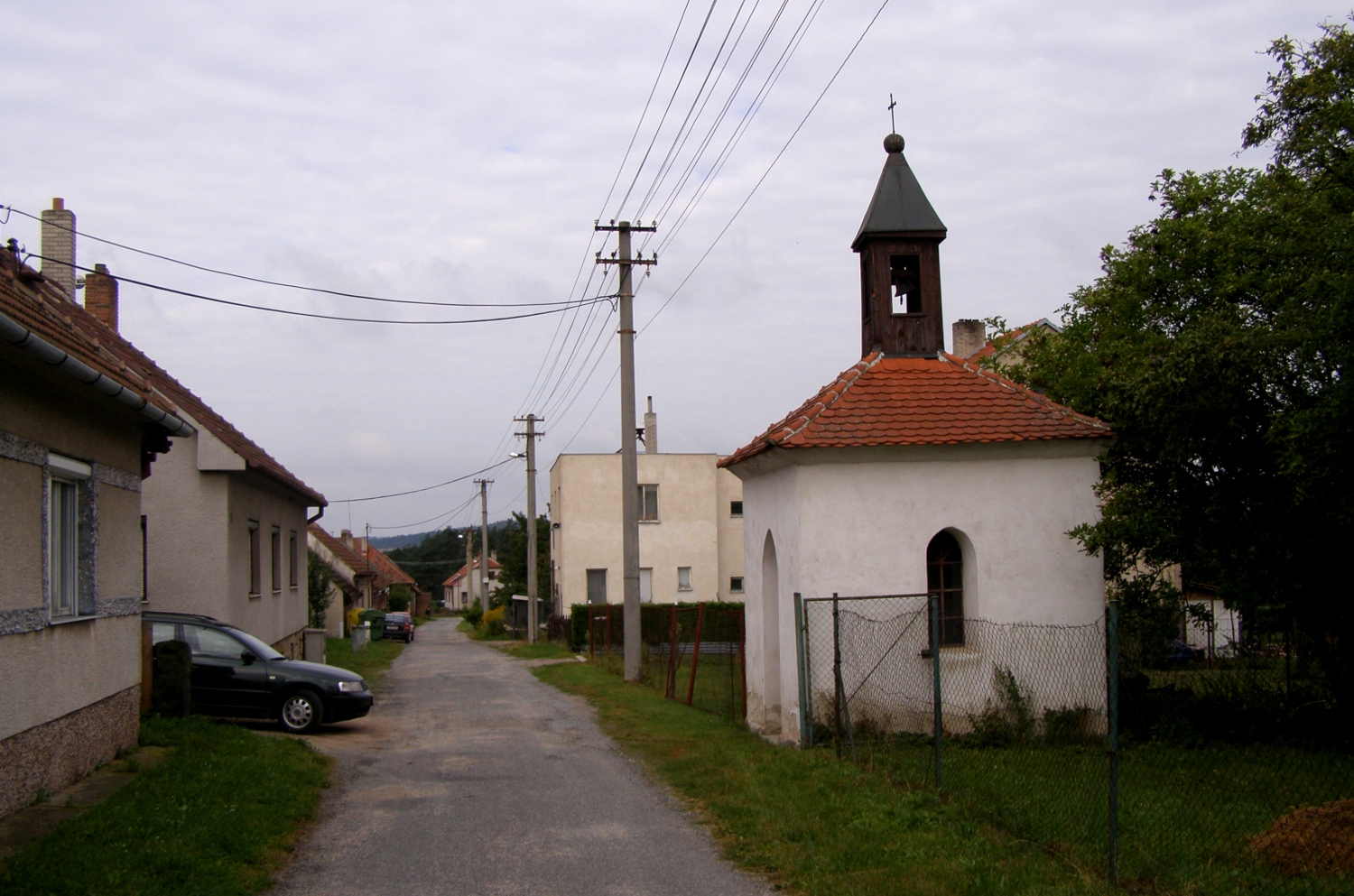
Dorfstraße und Kapelle

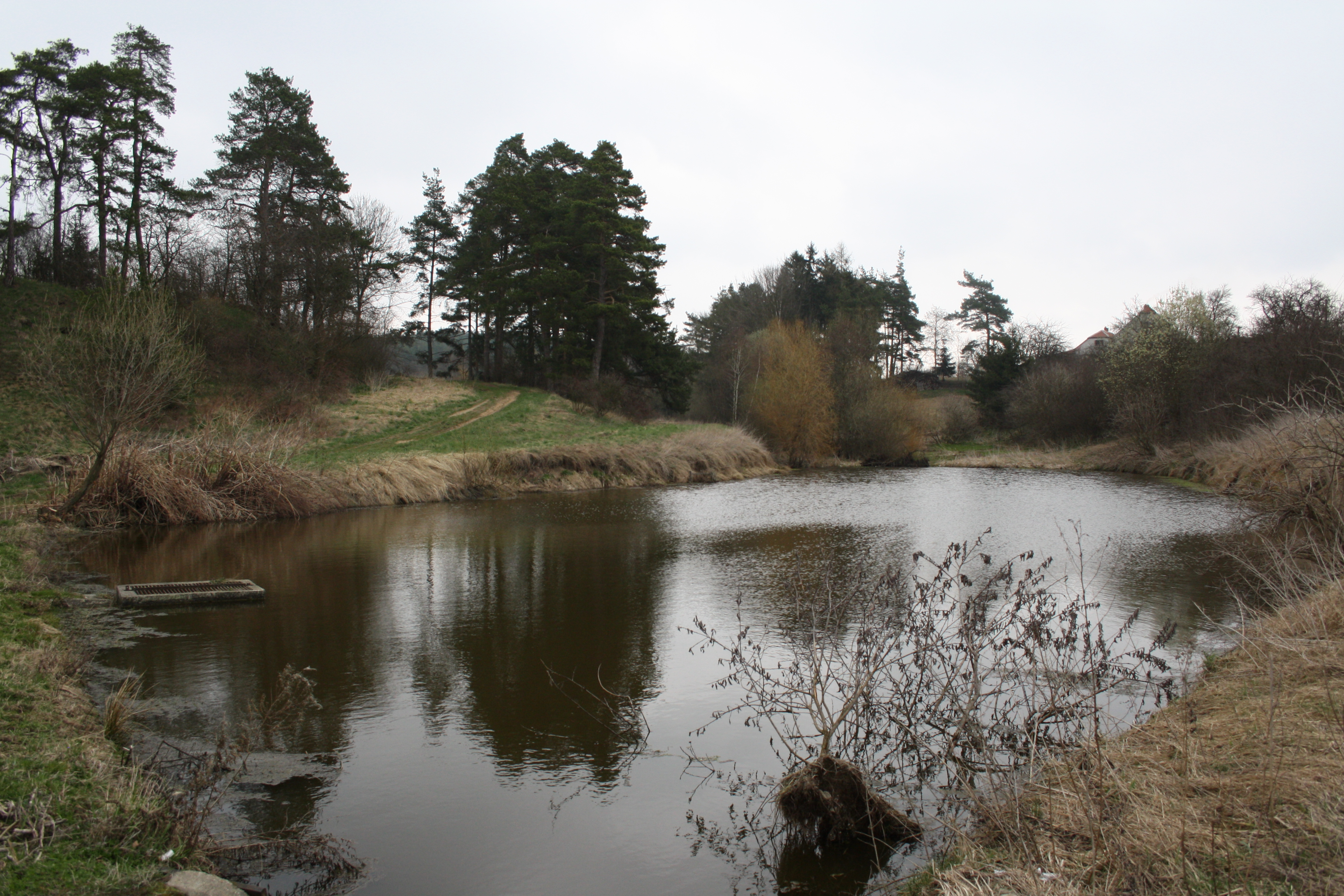
Teich am westlichen Ortsrand

Mihoukovice (deutsch Mihaukowitz) ist ein Ortsteil der Minderstadt Budišov in Tschechien. Er liegt zwei Kilometer östlich von Budišov und gehört zum Okres Třebíč.

## Geographie
Mihoukovice befindet sich rechtsseitig über dem Tal des Baches Budišovský potok an einer Anhöhe der Křižanovská vrchovina (Krischanauer Bergland) im Süden der Böhmisch-Mährischen Höhe. Im Norden erhebt sich der Kněžský kopec (Pfaffenberg, 508 m n.m.). Gegen Süden liegt der Teich Pyšelák. Nördlich des Dorfes verläuft die Staatsstraße II/390 zwischen Budišov und Tasov.
Nachbarorte sind Kundelov und Studnice im Norden, Klementice im Nordosten, Kamenná und Vaneč im Osten, Pyšel und Holeje im Südosten, Pozďatín und Kojatín im Süden, Spálený Dvůr, Doubrava und Valdíkov im Südwesten, Budišov im Westen sowie Rejdůveň im Nordwesten.

## Geschichte
Nachdem der neue Besitzer der Herrschaft Budischau, Joachim Ritter von Stettenhofen, den Wald auf der Hochfläche zwischen Budischau und Kamenná roden und als Ackerfläche urbar machen ließ, gründete er dort 1798 eine neue Kolonie, die er nach seiner zweiten Frau Franziska von Schoenewicz, geborene von Mihokowicz benannte. Die meisten der Häuser in Mihokowitz wurden zwischen 1801 und 1805 erbaut. Angelegt war die Kolonie als einfache Häuserzeile.
Im Jahre 1842 bestand das im Iglauer Kreis gelegene Dorf Mihokowitz bzw. Myhokowice aus 28 Häusern, in denen 152 Personen lebten. Pfarrort war Budischau. Bis zur Mitte des 19. Jahrhunderts blieb Mihokowitz der Allodialherrschaft Budischau untertänig.
Nach der Aufhebung der Patrimonialherrschaften bildete Mihokovice / Mihokowitz ab 1849 einen Ortsteil der Marktgemeinde Budischau im Gerichtsbezirk Trebitsch. Ab 1869 gehörte Mihokovice zum Bezirk Trebitsch. Zu dieser Zeit hatte das Dorf 185 Einwohner und bestand aus 32 Häusern. Zum Ende des 19. Jahrhunderts erfolgte die Änderung des Ortsnamens in Mihoukovice. Die Kapelle und die Statue des hl. Josef wurden am 10. Juli 1898 geweiht. Am 7. August desselben Jahres brannten die Häuser Nr. 1 und 6 nieder. Im Jahre 1900 lebten in Mihoukovice 229 Personen; 1910 waren es 235. Am 26. Mai 1915 brannten erneut zwei Häuser ab. Beim Zensus von 1921 lebten in den 40 Häusern des Dorfes 244 Tschechen. 1926 wurde das Dorf elektrifiziert. Im Jahre 1930 bestand Mihoukovice aus 43 Häusern und hatte 209 Einwohner. In den Jahren 1932–1933 erfolgte der Bau einer Asphaltstraße von Budišov nach Mihoukovice. Die Freiwillige Feuerwehr wurde am 26. Juni 1932 gegründet, vier Jahre später wurde das Spritzenhaus fertiggestellt. Zwischen 1939 und 1945 gehörte Mihoukovice / Mihaukowitz zum Protektorat Böhmen und Mähren. Im Jahre 1950 hatte Mihoukovice 184 Einwohner. 1992 wurde ein neues Spritzenhaus eingeweiht. Beim Zensus von 2001 lebten in den 57 Häusern von Mihoukovice 124 Personen.

## Ortsgliederung
Der Ortsteil Mihoukovice besteht aus den Grundsiedlungseinheiten Mihoukovice und Rejdůveň.
Mihoukovice ist Teil des Katastralbezirkes Budišov.

## Sehenswürdigkeiten
- Kapelle der Jungfrau Maria, erbaut 1898
- Čertova ruka (Teufelhand), Granitfelsen in den Feldern zwischen Mihoukovice und Kamenná. Verbunden damit ist die Sage von zwei reichen Bauern in Kamenná, die einander nichts gönnten. Schließlich schloss der Bauer Klát einen Pakt mit dem Teufel, der die Felder seines Konkurrenten mit großen Steinen ruinieren und dafür nach neun Jahren Kláts Seele erhalten sollte. Kurz vor Ablauf seiner Zeit überlistete Klát den Teufel, der vor Wut seine Hand in den Fels schlug.[5]
- Mehrere Wegkreuze

## Söhne und Töchter des Ortes
- Josef Slabý (1911–1976), Wasserwirtschaftler und Direktor des VÚV
- Karel Palas (1931–2005), Literaturwissenschaftler und Herausgeber